# 周從善
周從善，江西吉水县人。明朝政治人物、進士出身。

## 生平
洪武十八年（1385年），登进士，任监察御史。后因事被贬，降为县丞。